# 113-я стрелковая дивизия (2-го формирования)
113-я стрелковая дивизия (2-го формирования) — воинское соединение Вооружённых Сил СССР в Великой Отечественной войне.
Образована в соответствии с директивой заместителя Наркома обороны СССР № Орг./2/540124 от 19.09.1941 путём переименования 5-й Московской стрелковой дивизии народного ополчения (Фрунзенского района).

## Боевые действия

### 1941 год
К началу Московской битвы 113-я стрелковая дивизия занимала полосу обороны второго эшелона 43-й армии Резервного фронта юго-западнее Спас-Деменска Калужской области, по рекам Шуица и Снопоть.
2 октября 1941 года, после массированной артподготовки по всей линии фронта, немецкие войска перешли в наступление под Вязьмой. Части и подразделения 113-й дивизии, как и остальные советские части оказавшиеся в Вяземском котле и рассечённые на отдельные группы, продолжали сражаться. Именно это геройское сопротивление в полном окружении наших солдат и офицеров не позволило вермахту сходу продолжить дальнейшее наступление на Москву всеми своими силами. Прорыв остатков дивизии из окружения проходил с боями вдоль Варшавского шоссе на северо-восток.
При выходе из окружения численный состав дивизии составил 2 680 чел. (на 20 сентября в дивизии было 11 501 чел.). Переформирование дивизии проходило недалеко от Боровска, в районе современного Обнинска. Был назначен новый командный и политический состав дивизии. Командиром дивизии стал полковник К. И. Миронов, комиссаром полковой комиссар Н. И. Коншин, начальником штаба майор Н. С. Сташевский, начальником политотдела И. М. Молчков.
Вечером 12 октября и в ночь на 13 октября части дивизии по тревоге форсированным маршем и на автомашинах убыли под Боровск. Спешно и не до конца сформированные полки дивизии заняли оборону в районе Сатино — Бутовка — Акулово — Бердовка — Красное, перекрыв дорогу на Боровск от Медыни.
Вечером 14 октября 1941 года 113-я стрелковая дивизия после тяжелейших двухдневных боёв оставила Боровск. На следующий день Военный совет Западного фронта поставил задачу частям 43-й армии контратаковать противника в Боровске и восстановить положение. Бои под Боровском продолжались до 22 октября 1941 года. Затем дивизия отступила на Наро-Фоминский рубеж в районе села Каменское.

### 1942 год
4 января 1942 года части 113-й и 93-й стрелковой дивизии 33-й армии в 6:00 после пятидневных уличных боёв взяли Боровск.
5 января командующий 33-й армией отдал боевое распоряжение войскам на окончательный разгром Наро-Фоминской группировки противника и овладение Вереей. В этот же день части 113-й стрелковой дивизии выступили из Боровска в сторону Вереи по маршруту Боровск — Бутовка — Набережная Слобода. 15 января 113-я дивизия подошла к Верее с юга и запада.
В ходе Ржевско-Вяземской операции 26 января 1942 года началось наступление войск Западного фронта на Вязьму. Поначалу оно было успешным, и армия вплотную подошла к Вязьме, но был допущен просчёт. Ударная группировка устремлялась в пробитую в обороне немцев брешь, но место прорыва не только не расширялось, но и должным образом не оборонялось. Оказавшуюся в окружении 33-ю армию постигла трагическая участь. Она погибла. Попытка вырваться успеха не имела. 43-я армия, на которую возлагался прорыв к 33-й армии со стороны фронта, задачу не выполнила.
По сводке на 12 марта в 113-й дивизии оставалось всего четыре 122-мм пушки без снарядов. 972-й артполк перестал быть артиллерийской частью, он воевал как пехота.
113-я стрелковая дивизия (около 500 чел.) пыталась перейти реку Угра у Песково. В районе Песково погиб командир 113-й дивизии — полковник Миронов К. И.

## Состав
- 1288-й стрелковый полк,
- 1290-й стрелковый полк,
- 1292-й стрелковый ордена Кутузова полк,
- 972-й артиллерийский ордена Богдана Хмельницкого полк,
- 239-й отдельный истребительно-противотанковый дивизион,
- 275-я зенитная артиллерийская батарея (275-й отдельный зенитный артиллерийский дивизион) — до 6 мая 1943 года,
- 149-я (471) отдельная разведывательная рота,
- 204-я (456) отдельный сапёрный батальон,
- 228-й отдельный батальон связи (644 отдельный батальон связи, 860 отдельная рота связи),
- 201-й (494) отдельный медико-санитарный батальон,
- 150-я отдельная рота химической защиты,
- 203-я автотранспортная рота,
- 263-я полевая хлебопекарня,
- 21-й дивизионный ветеринарный лазарет,
- 932-я полевая почтовая станция,
- 1140-я полевая касса Государственного банка.

## Подчинение
| Дата       | Фронт (округ)   | Армия      | Корпус (группа) | Примечания |
| ---------- | --------------- | ---------- | --------------- | ---------- |
| 26.09.1941 | Резервный фронт | 33-я армия | -               |            |
| 28.09.1941 | Резервный фронт | 43-я армия | -               |            |
| 01.10.1941 | Резервный фронт | 43-я армия | -               |            |
| 10.10.1941 | Западный фронт  | 43-я армия | -               |            |
| 18.10.1941 | Западный фронт  | 33-я армия | -               |            |
| 01.11.1941 | Западный фронт  | 33-я армия | -               |            |
| 01.12.1941 | Западный фронт  | 33-я армия | -               |            |

## Периоды вхождения в состав Действующей армии
- 26 сентября 1941 — 2 февраля 1943 года
- 6 марта 1943 — 9 мая 1945 года

## Командование

### Командиры
- Казарин, Павел Васильевич[11][12]
- Пресняков, Иван Андреевич, генерал-майор, 02.07.1941-10.10.1941;
- Миронов, Константин Иванович, полковник, 11.10.1941-15.04.1942;
- Коншин, Николай Иванович, полковой комиссар, ВрИО, 16.04.1942-25.04.1942;
- Лаговский, Андрей Николаевич полковник, ВрИД, 25.04.1942-16.05.1942;
- Алёхин, Евгений Степанович, комбриг, генерал-майор, 17.05.1942-22.08.1943;
- Погорелов, Михаил Иванович, подполковник, 22.08.1943-30.08.1943;
- Дмитриев, Пётр Васильевич, гвардии подполковник, гвардии полковник, 01.09.1943 — июнь 1944;
- Добровольский, Михаил Игнатьевич, ВрИО, гвардии полковник, май 1944;
- Мухамедьяров, Латып Шафикович, гвардии полковник июнь 1944 — ноябрь 1944;
- Кирьян, Степан Васильевич, подполковник, полковник, ВрИД, ноябрь 1944 — январь 1945;
- Найдышев, Павел Николаевич, генерал-майор, январь 1945 — 29.03.1945;
- Кирьян, Степан Васильевич, полковник, 29.03.1945 — апрель 1945;
- Киндюхин, Василий Аркадьевич, генерал-майор, апрель 1945 — август 1945.

### Заместители командира
- Шацков, Андрей Георгиевич, полковник (??.12.1942 — ??.07.1943)

### Начальники штаба
- Самойлов Андрей Сергеевич, полковник, 02.07.1941-11.10.1941;
- Сташевский Николай Сергеевич, майор, подполковник, 11.10.1941-14.04.1942;
- Демяновский Сергей Григорьевич, майор;
- Тоньшин Михаил Федорович, полковник, 10.05.1942-05.07.1942;
- Плохов Григорий Семенович, подполковник, 06.07.1942-
- Грунский Николай Авксентьевич, полковник, −08.1945

## Награды дивизии
- 7 сентября 1944 года — Почетное наименование «Нижнеднестровская» — присвоено приказом Народного комиссара обороны СССР № 0299 на основании Приказа Верховного Главнокомандующего № 169 от 22 августа 1944 года[13] за успешные боевые действия в боях при прорыве сильно укрепленной и развитой в глубину обороны противника южнее города Бендеры в ходе Ясско-Кишинёвской операции;
- 14 ноября 1944 года —  Орден Красного Знамени — награждена указом Президиума Верховного Совета СССР от 14 ноября 1944 года за образцовое выполнение заданий командования в боях с немецкими захватчиками, за освобождение города Белград и проявленные при этом доблесть и мужество[14].

Награды частей дивизии:
- 1292-й стрелковый ордена Кутузова[15] полк.
- 972-й артиллерийский ордена Богдана Хмельницкого (II степени)[15] полк.

## Отличившиеся воины
Герои Советского Союза:
- Алпаидзе, Галактион Елисеевич, майор, командир 972-го артиллерийского полка.
- Белов, Василий Тимофеевич, красноармеец, автоматчик 1292-го стрелкового полка.
- Мешаков, Илья Григорьевич, красноармеец, автоматчик 1292-го стрелкового полка.
- Остапенко, Андрей Николаевич, красноармеец, автоматчик 1292-го стрелкового полка.
- Нелюбин, Иван Яковлевич, младший сержант, командир орудия 239-го отдельного истребительно-противотанкового дивизиона.
- Пугачёв, Анатолий Иванович, красноармеец, автоматчик 1292-го стрелкового полка.
- Смышляев, Афанасий Спиридонович, старший сержант, командир отделения 1288-го стрелкового полка.
- Старовойтов, Михаил Антонович, красноармеец, автоматчик 1292-го стрелкового полка.
- Фролов, Константин Иванович, старший сержант, разведчик 1292-го стрелкового полка.
- Харлов, Фёдор Евдокимович, младший сержант, командир отделения 1292-го стрелкового полка.

 Кавалеры ордена Славы трёх степеней.
- Кузнецов, Георгий Иванович, старшина, командир отделения 204 инженерно-сапёрного батальона.
- Перминов, Василий Иванович, старший сержант, командир расчёта 120-мм миномёта 1290 стрелкового полка.
- Толстихин, Алексей Иванович, сержант, командир расчёта 120-мм миномёта 1292 стрелкового полка.